# Comuna de Kosów Lacki
Kosów Lacki (polaco: Gmina Kosów Lacki) é uma gminy (comuna) na Polónia, na voivodia de Mazóvia e no condado de Sokołowski. A sede do condado é a cidade de Kosów Lacki.
De acordo com os censos de 2004, a comuna tem 6784 habitantes, com uma densidade 33,9 hab/km².

## Área
Estende-se por uma área de 200,17 km², incluindo:
- área agricola: 64%
- área florestal: 27%

## Demografia
Dados de 30 de Junho 2004:
|                      | Total   | Total | Mulheres | Mulheres | Homens  | Homens |
| -------------------- | ------- | ----- | -------- | -------- | ------- | ------ |
|                      | pessoas | %     | pessoas  | %        | pessoas | %      |
| População            | 6784    | 100   | 3377     | 49,8     | 3407    | 50,2   |
| Densidade (pop./km²) | 33,9    | 100   | 16,9     | 16,9     | 17      | 17     |

De acordo com dados de 2002, o rendimento médio per capita ascendia a 1184,18 zł.

## Subdivisões
- Albinów, Bojary, Buczyn Szlachecki, Chruszczewka Szlachecka, Chruszczewka Włościańska, Dębe, Dybów, Grzymały, Guty, Henrysin, Jakubiki, Kosów Ruski, Krupy, Kutyski, Łomna,  Nowa Maliszewa, Nowa Wieś Kosowska, Nowy Buczyn, Rytele Święckie, Sągole, Stara Maliszewa, Telaki-Tosie, Trzciniec Duży, Trzciniec Mały, Wólka Dolna, Wólka Okrąglik, Wyszomierz, Żochy.

## Comunas vizinhas
- Ceranów, Małkinia Górna, Miedzna, Sabnie, Sadowne, Sokołów Podlaski, Sterdyń, Stoczek